# Johann Martin Baur
Pour les articles homonymes, voir Baur.
Johann Martin Baur, né en 1930 et décédé le 10 janvier 2007 à Monfalcone en Italie, est un astronome amateur allemand.
Il fonda l'observatoire de Chions en Italie dans les années 1980 et figure également parmi les membres fondateurs du Groupe des Astromètres Italiens en 1989.
Le Centre des planètes mineures le crédite de la découverte de quinze astéroïdes numérotés, effectuée entre 1987 et 1990, parmi lesquelles sept avec la collaboration de Kurt Birkle.
L'astéroïde (11673) Baur lui a été dédié. Il fut découvert par l'observatoire de Farra d'Isonzo, où se trouve le télescope de Baur, utilisé pour ses premières découvertes.

## Astéroïdes découverts
| (3896) Pordenone      | 18 novembre 1987  |
| (4630) Chaonis        | 18 novembre 1987  |
| (4637) Odoric         | 8 février 1989    |
| (4803) Birkle         | 1er décembre 1989 |
| (5137) Frevert        | 8 novembre 1990   |
| (5518) Mariobotta     | 30 décembre 1989  |
| (14856) 1989 SY13[1]  | 26 septembre 1989 |
| (19145) 1989 YC       | 25 décembre 1989  |
| (19976) 1989 TD       | 4 octobre 1989    |
| (26825) 1989 SB14[1]  | 26 septembre 1989 |
| (29163) 1989 SF14[1]  | 26 septembre 1989 |
| (30803) 1989 SG14[1]  | 26 septembre 1989 |
| (46550) 1989 SZ13[1]  | 26 septembre 1989 |
| (175661) 1989 SC14[1] | 26 septembre 1989 |
| (322612) 1989 SA14[1] | 26 septembre 1989 |
| 1. avec Kurt Birkle   |                   |